# Ladislau al IV-lea Csák
Ladislau al IV-lea Csák a fost voievod al Transilvaniei între 1426 și 1435 și din nou din 1436 și 1437 împreună cu Petru Cseh. El era fiul lui Nicolae Csák și făcea parte din familia Csák.
În 1437 a început răscoala de la Bobâlna. Răsculații au trimis soli la voievod, dar acesta i-a executat imediat. După ce răsculații au înfrânt trupele sale, voievodul a negociat pacea, dar în același an răscoala a fost înfrântă.